# Impresjonizm amerykański
Impresjonizm amerykański – kierunek artystyczny stworzony pod wpływem impresjonizmu przez malarzy amerykańskich działających w Europie, przeszczepiony następnie na grunt amerykański. Pierwsza amerykańska wystawa impresjonizmu francuskiego miała miejsce w 1883 roku w Bostonie, natomiast początek rodzimego impresjonizmu w Stanach Zjednoczonych wyznacza rok 1886, kiedy serię obrazów mających za temat nowe parki publiczne w Nowym Jorku wystawił William Merritt Chase.

## Historia
Po zakończeniu wojny secesyjnej w 1865 roku Stany Zjednoczone zyskały na arenie międzynarodowej bezprecedensowy status polityczny i gospodarczy. Amerykańscy mecenasi sztuki, zwłaszcza ci pochodzący z Północy, którzy dorobili się majątków na wojnie, wyjeżdżali za granicę i chłonęli kulturę europejską. Aby podkreślić swój prestiż, budowali okazałe domy wypełniając je sprowadzanymi obrazami zarówno dawnych mistrzów i współczesnych malarzy akademickich oraz dziełami rzemiosła dekoracyjnego. Ambitni artyści amerykańscy, aby przyciągnąć potencjalnych sponsorów, wybierali studia w Europie, zwłaszcza w Paryżu.
W Europie w latach 60. XIX wieku zaznaczyło się rewolucyjne podejście do sztuki malowania. Skumulowany rezultat systematycznego zgłębiania tajników światła i koloru, połączony z rosnącym zainteresowaniem obserwacją naukową i preferencją przez artystów do pracy w plenerze, zmodyfikowały odwieczny wysiłek uchwycenia lub skopiowania rzeczywistego, naturalnego światła na rzecz uchwycenia efektu świetlnego w warunkach bodźca optycznego lub reakcji. Ta rewolucja w sztuce, inspirowana była licznymi teoriami naukowymi, będącymi w obiegu w drugiej połowie XIX wieku. Trend ten przejawiał się w publikowanych badaniach naukowych z dziedziny optyki fizjologicznej i, co najważniejsze, w aktywnym zaangażowaniu się artystów w tej dziedzinie. Artystycznymi spadkobiercami tej rewolucji byli na początku lat 70. impresjoniści, a w latach 80. neoimpresjoniści.
sprawdImpresjoniści zadebiutowali na prywatnej wystawie w Paryżu w 1874 roku. Nowy styl malowania, jaki zaprezentowali, spotkał się z wielkim krytycyzmem i rezerwą. Grupa, w skład której wchodzili między innymi Claude Monet, Camille Pissarro, Pierre-Auguste Renoir, Edgar Degas, Alfred Sisley, Georges Seurat i Paul Cézanne (1839-1906) wystawiała wspólnie osiem razy, aż do roku 1886, kiedy to na skutek wewnętrznych tarć rozpadła się. Impresjoniści, odrzucając założenia akademizmu wraz z jego przywiązaniem do szczegółów, malowali pejzaże i intymne sceny z codziennego życia klasy średniej stosując naturalne oświetlenie i jasne kolory, kładzione szybkimi ruchami pędzla. W przeciwieństwie do malarzy akademickich pracujących w studio preferowali bezpośrednie malowanie w plenerze. Młodzi amerykańscy artyści, studiujący w Paryżu w latach 70. XIX wieku byli wówczas pod wpływem akademizmu, odrzucając impresjonizm.
Jednym z wyjątków była Mary Cassatt, który przeprowadziła się do Paryża w 1874 roku. Jej twórczość zwróciła uwagę Edgara Degasa, który w 1877 roku zaprosił ją do wystawiania razem ze swoją grupą. Urodzony we Florencji w rodzinie amerykańskich imigrantów John Singer Sargent, który studiował w Paryżu 1874 roku, dwa lata później spotkał Claude’a Moneta i zainspirował się twórczością jego i jego kolegów malując pełne życia, miejskie sceny.
W połowie lat 80., gdy francuski impresjonizm utracił swą radykalną wymowę, amerykańscy kolekcjonerzy zaczęli doceniać jego styl, zaś amerykańscy artyści, mając już wcześniej opanowane podstawy akademizmu, zaczęli chętniej z nim eksperymentować. W 1883 roku w Bostonie została zorganizowana pierwsza wystawa malarstwa impresjonistów francuskich w Ameryce. Znalazły się na niej dzieła między innymi Moneta, Pissarra i Sisleya. Wystawy dzieł impresjonistów organizowano w innych amerykańskich miastach; wystawom towarzyszyła intensywna ich sprzedaż prezentowanych prac. W roku 1886 z serią imponujących obrazów nowojorskich parkach publicznych, jako pierwszy znaczący rodzimy malarz-impresjonista w Stanach Zjednoczonych zaprezentował się William Merritt Chase. W tym samym czasie Amerykanie zaczęli odwiedzać kolonie artystyczne, zorganizowane dla malowania w plenerze, zwłaszcza w Giverny, gdzie w 1883 roku osiedlił się Monet. Wśród malarzy, którzy tam szukali inspiracji, znaleźli się Sargent, Willard Metcalf i Theodore Robinson, który przeszczepił idee Moneta na grunt amerykański.
Na początku lat 90. impresjonizm, jako istotny styl malarski, był już mocno zakorzeniony u artystów amerykańskich. Większość z tych, którzy powrócili do Stanów Zjednoczonych zamieszkała w północno-wschodniej części kraju. Niektórzy z nich podjęli działalność pedagogiczną wykładając impresjonizm w nowo powstałych szkołach artystycznych, inni jak Chase na Long Island w latach 1891–1902, czy John Henry Twachtman w Cos Cob w Greenwich w 1890 roku, prowadzili zajęcia letnie poświęcone impresjonizmowi. Impresjoniści amerykańscy byli o wiele bardziej kosmopolityczni, niż ich francuscy koledzy. Część z nich była emigrantami lub spędzała długie okresy w Europie uczestnicząc w wystawach, zwiedzając muzea i pracując w koloniach artystycznych. Zarówno w Europie, jak i Stanach Zjednoczonych malarze ci byli świadkami przekształcania się społeczeństwa rolniczego w uprzemysłowione społeczeństwo miejskie.
W 1893 roku, na wystawie World’s Columbian Exposition w Chicago znalazł się specjalny dział poświęcony sztuce impresjonistów amerykańskich, a w roku 1898 w Nowym Jorku utworzono ugrupowanie artystyczne Ten American Painters, złożone z dziesięciu zawodowych malarzy-impresjonistów zorganizowanych, aby wspólnie wystawiać i sprzedawać swoje obrazy. W skład grupy weszli: Frank Weston Benson, Joseph DeCamp, Thomas Wilmer Dewing, Childe Hassam, Willard Metcalf, Robert Lewis Reid, Edward Simmons, Edmund Tarbell, John Henry Twachtman, Julian Alden Weir i William Merritt Chase, który zajął miejsce Twachmana po jego śmierci. Podobnie jak pierwsze ugrupowanie francuskich impresjonistów składało się z różnych osobowości mających odmienne cele i filozoficzne podejścia, tak i impresjoniści amerykańscy stosowali różne formy stylu, poszerzając przy okazji granice pojęcia impresjonizm. Oprócz tego impresjonizm przybył do Ameryki co najmniej dziesięć lat po jego burzliwym debiucie we Francji, co dało amerykańskim malarzom możliwość skorzystania z kojącego wpływu czasu na krytykę ze strony publiczności oraz komfort wyboru pomiędzy wieloma technikami i rozwiązaniami, z których niektóre zostały stworzone przez artystów wykraczających poza ramy impresjonizmu. Te metody, głównie postimpresjonistyczne, dotyczyły specyficznego użycia motywu, koloru i linii i związane były z technikami malarskimi następnej generacji artystów jak Paul Gauguin i Vincent van Gogh.
Podczas gdy jedni amerykańscy artyści przyjęli tylko powierzchowne efekty impresjonistyczne, wyłącznie dla sprostania gustom kolekcjonerów, inni podzielali przekonanie impresjonistów francuskich, że współczesne życie powinno być zapisywane w rozedrganym, nowoczesnym stylu. Ich prace, podobnie jak ich francuskich kolegów, wydają się być nie tylko nasycone światłem i kolorem, ale też nacechowane znaczeniem związanym z przedstawianym tematem. Niektórzy twórcy byli pod wrażeniem energii miejskiego życia; Childe Hassam przenosił na płótno nastrój charakterystycznych dzielnic Nowego Jorku i Paryża. Ale większość impresjonistów amerykańskich wybierała jako motyw wieś, do której przenieśli się z miast (oni sami i ich sponsorzy). Powracający z Europy impresjoniści często zakładali kolonie artystyczne, jak Isles of Shoal u wybrzeży New Hampshire (gdzie malował Hassam) czy Southampton na Long Island (gdzie pracował i uczył Chase). Jeszcze inni amerykańscy impresjoniści pracowali samotnie, z dala od ośrodków wiejskich; Twachtman znajdował inspiracje na swojej farmie w Greenwich, w stanie Connecticut. Impresyjne sceny z życia domowego również zajmowały uwagę amerykańskich impresjonistów, takich jak Mary Cassatt, Edmund Tarbell, Frank Weston Benson i inni. Często przedstawiali oni kobiety i dzieci w spokojnych wnętrzach i ogrodach, na przekór epokowym zmianom zachodzącym na zewnątrz.
Po roku 1900 impresjonizm, lub poprawniej – „impresjonistyczny realizm”, był jednym ze stylów wybieranych przez amerykańskich malarzy. Istotnym wkładem impresjonizmu francuskiego do sztuki amerykańskiej było zastosowanie koloru i szczególnego użycia pędzla. Amerykanie na ogół nie rozmywali kształtów, co było normalną praktyką u Moneta i jego naśladowców. Skłonność do realistycznej obserwacji scen, będąca od dawna podstawową cechą amerykańskiego malarstwa, przetrzymała gwałtowny atak impresjonizmu. Naukowe teorie koloru autorstwa Chevreula zostały zasadniczo dobrze przyjęte przez Amerykanów, nawet przez tych, którzy nie uważali się za impresjonistów, a rezultat został zawarty w powstałych obrazach, charakteryzujących się doskonałym i przekonującym efektem naturalnego światła. Luźne, urywane pociągnięcia pędzlem, cechujące dzieła impresjonistów były zarówno konsekwencją szybkiego nakładania farby na płótno, jak i chęcią stworzenia efektownej płaszczyzny pokrytej dużą liczbą małych plamek w jasnym kolorze.
Wielu amerykańskich artystów malowało w stylu impresjonistycznym do lat 20. XX wieku, jednak bez innowacji, która wcześniej zanikła. W 1910 roku powstało mniej ambitne ugrupowanie miejskich realistów, znane jako Ashcan School. Ale już w roku 1913 po obszernej wystawie awangardowej sztuki europejskiej Armory Show okazało się, że i to ugrupowanie zaczęło być postrzegane jako staromodne. Niemniej jednak skoncentrowanie się impresjonistów amerykańskich na swojskich tematach i stosowana przez nich technika szybkiego malowania odcisnęły niezatarte piętno na malarstwie amerykańskim.

## Galeria

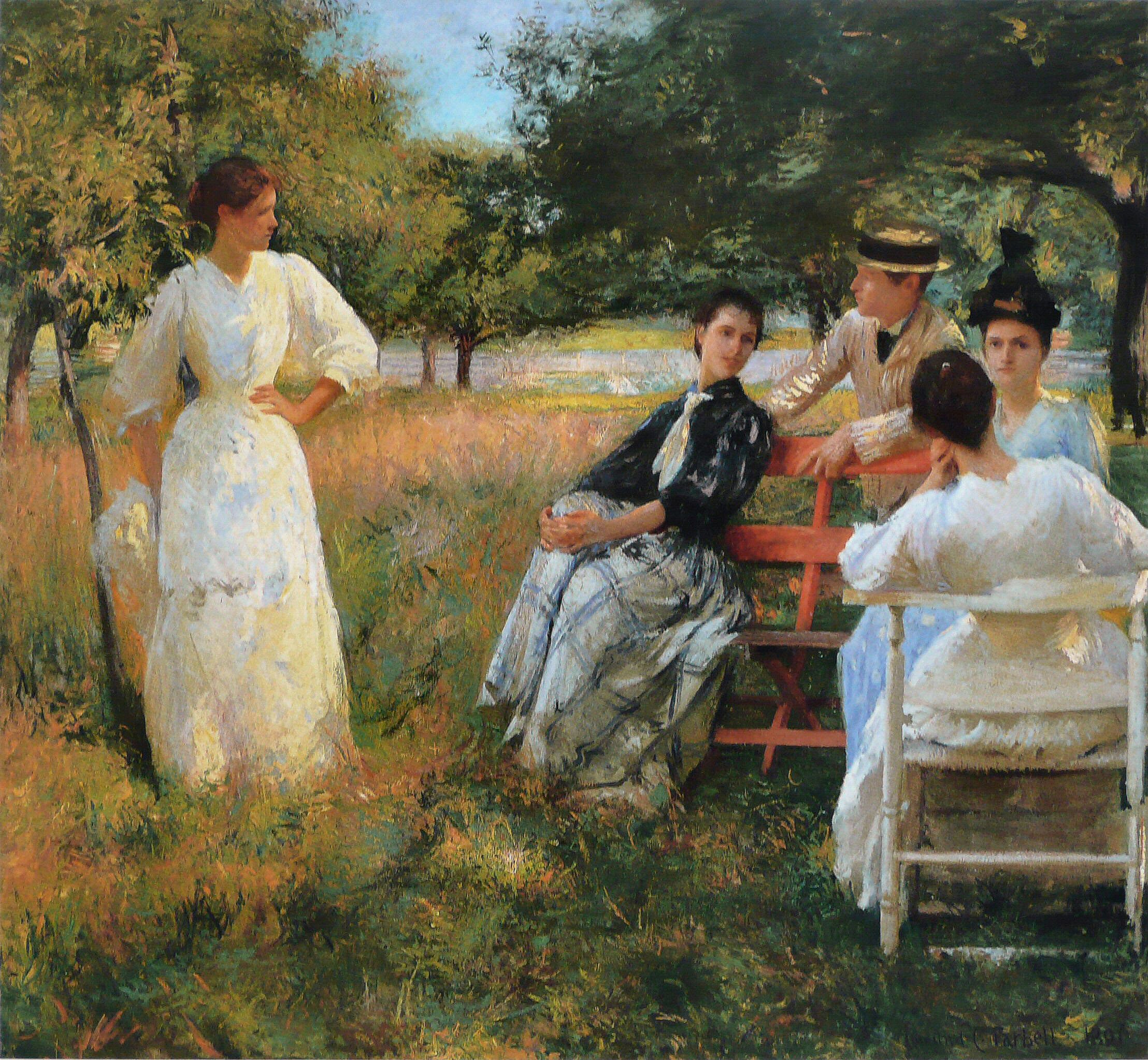
Edmund Tarbell, W sadzie, 1891, Smithsonian American Art Museum and the Renwick Gallery
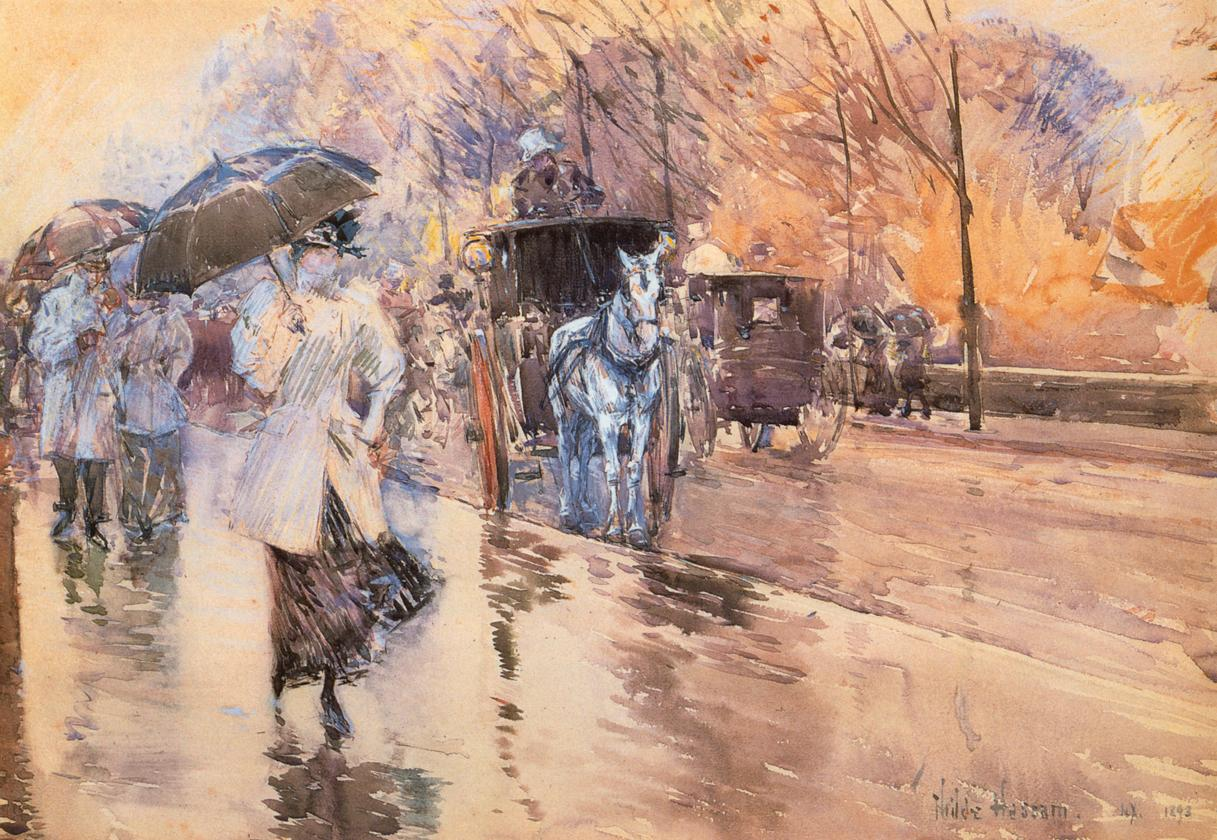
Childe Hassam, Deszczowy dzień w Piątej Alei, 1893, John and Mable Ringling Museum of Art
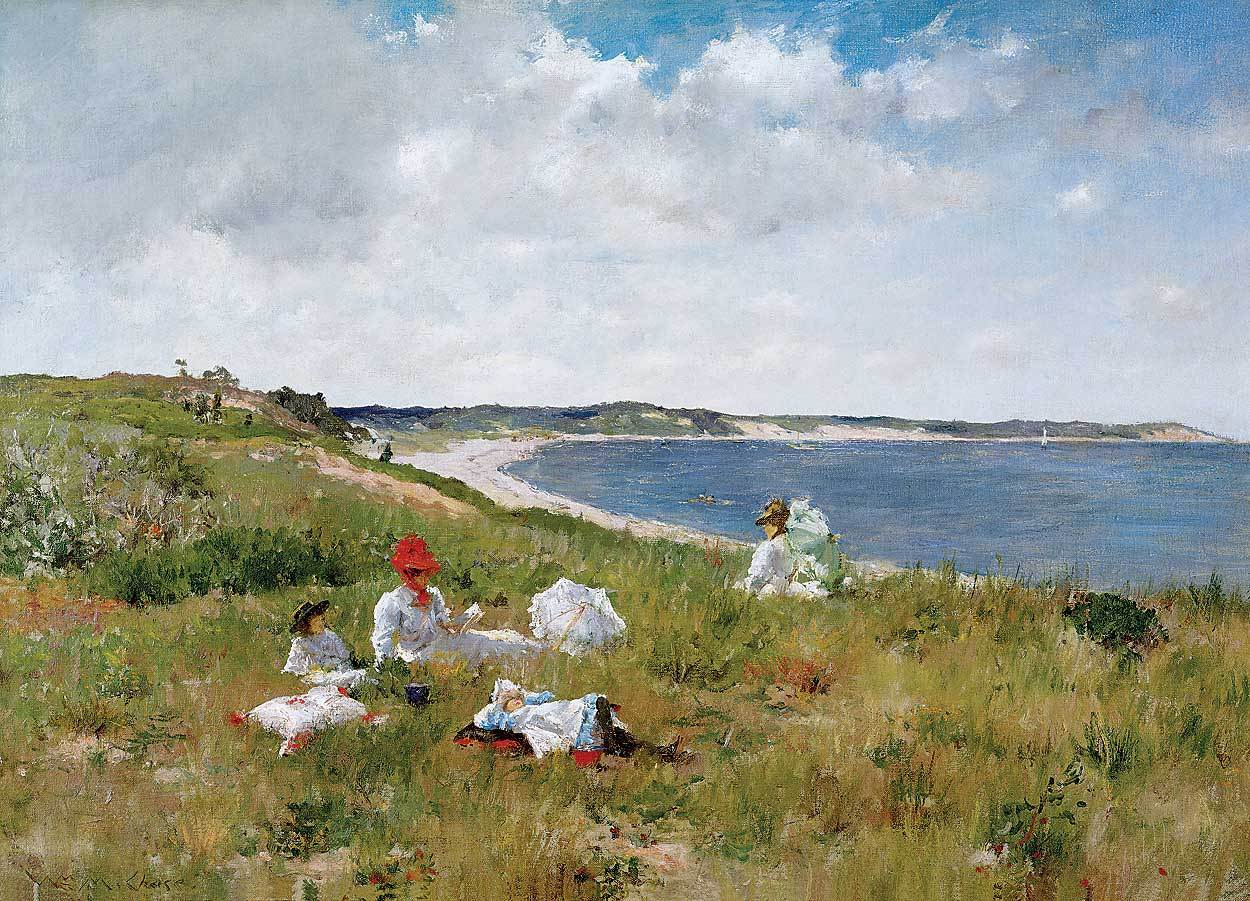
William Merritt Chase, Czas wolny, 1894, Amon Carter Museum of American Art
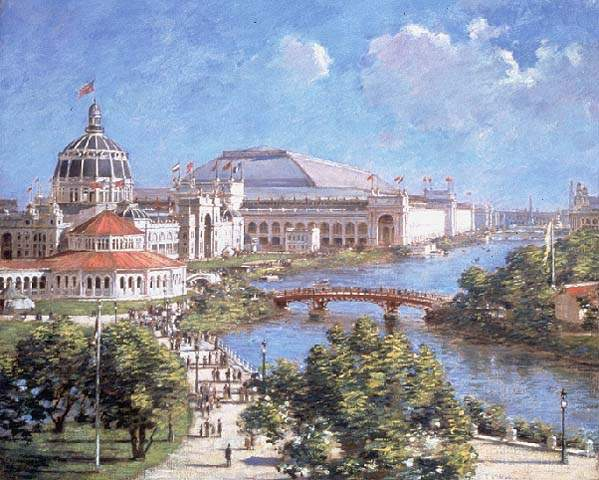
Theodore Robinson, World’s Columbian Exposition, 1894, kolekcja prywatna
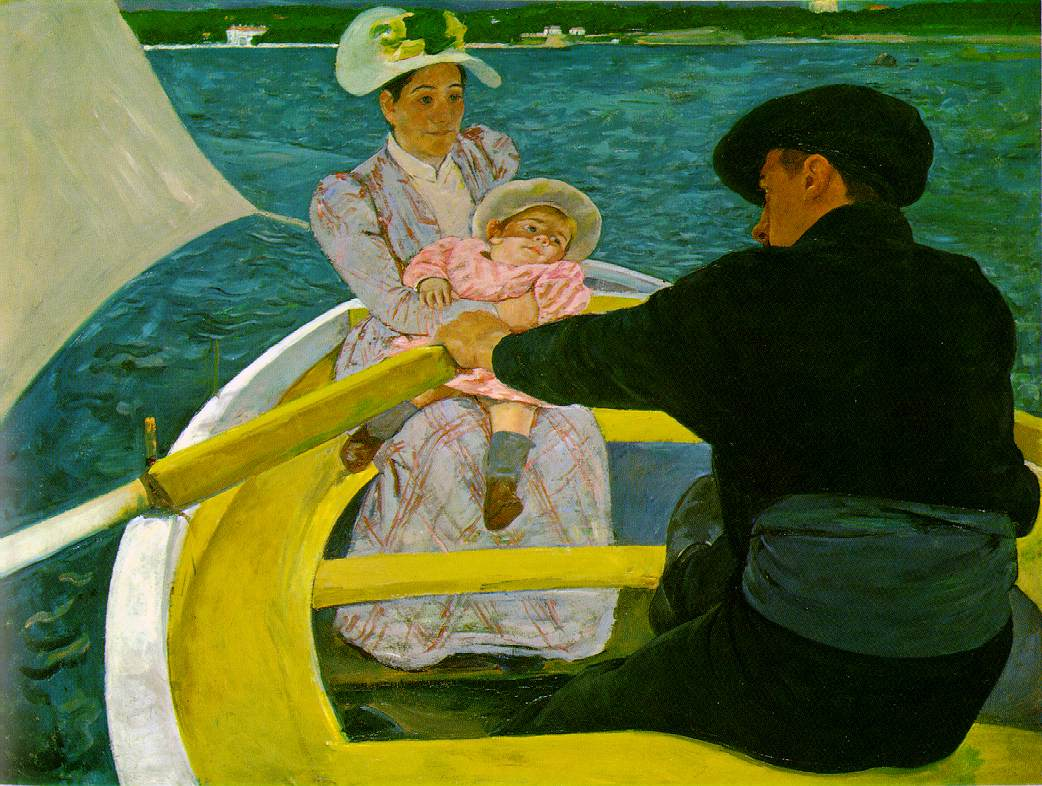
Mary Cassatt, Przejażdżka łódką, 1893–94, National Gallery of Art
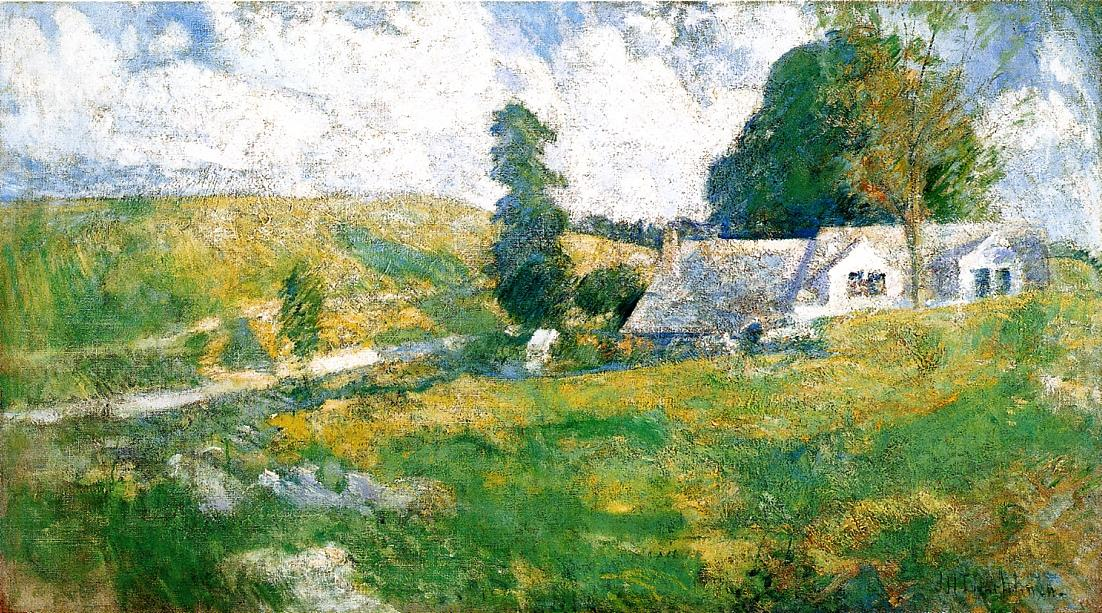
John Henry Twachtman, Lato, 1897–1899, Phillips Collection
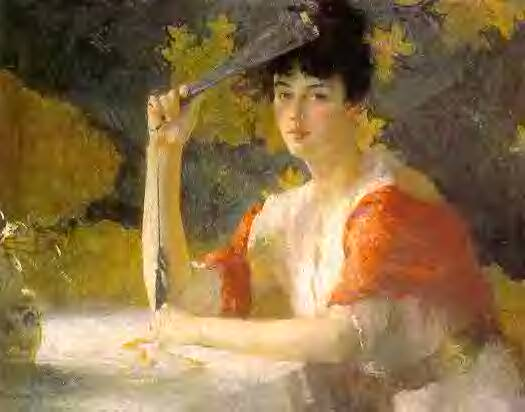
Frank Weston Benson, Czerwień i złoto, 1915, Butler Institute of American Art
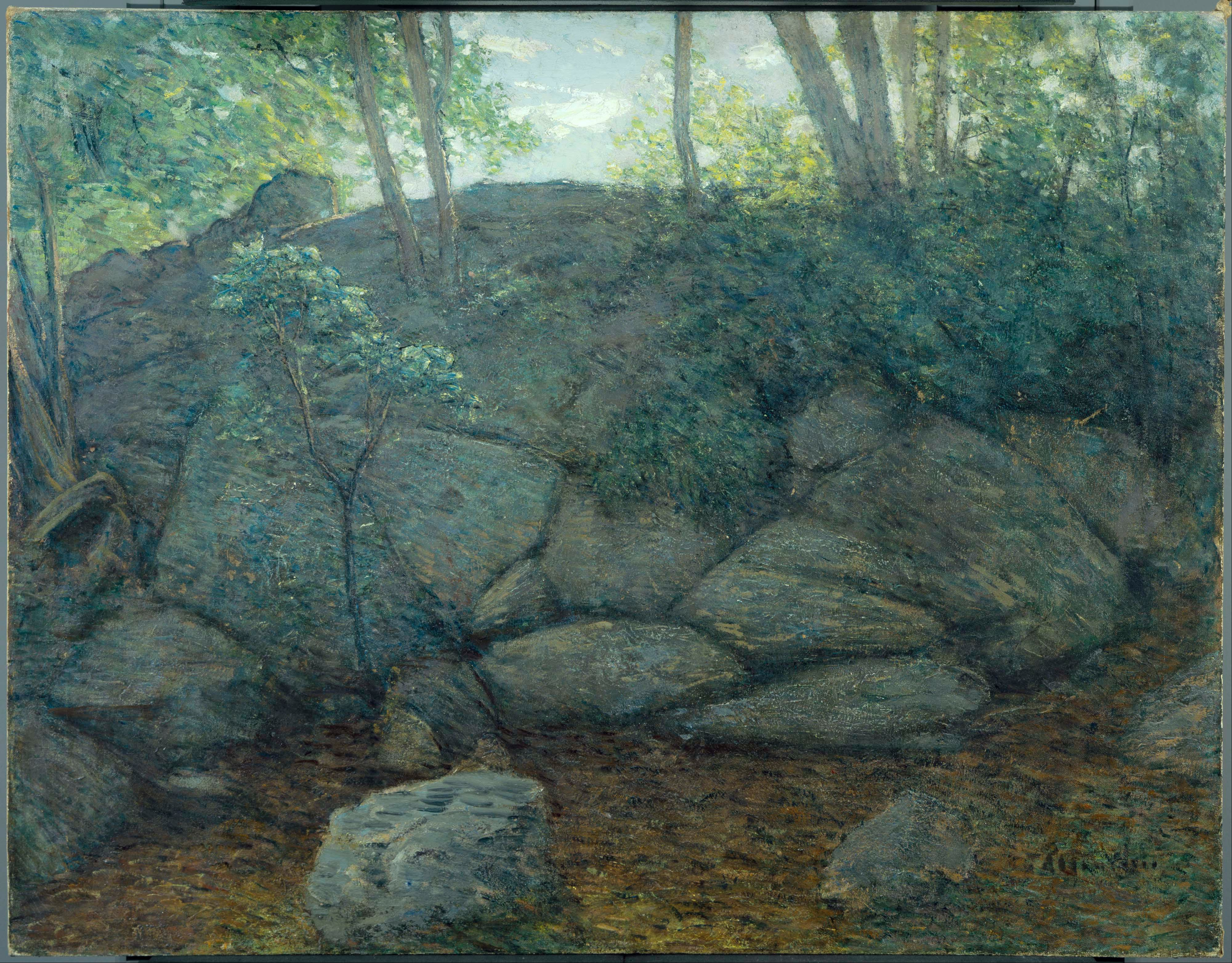
Julian Alden Weir, Skały Woodland, 1910–1919, Phillips Collection